# 蒂氏鋸魴鮄
蒂氏鋸魴鮄，為輻鰭魚綱鮋形目牛尾魚亞目角魚科的其中一種，被IUCN列為次級保育類動物，分布於中東太平洋的哥斯大黎加海域，體長可達15公分，為底棲性魚類，屬肉食性。